# Katianira
Katianira is een geslacht van pissebedden uit de familie Katianiridae. De wetenschappelijke naam van dit geslacht is voor het eerst geldig gepubliceerd in 1916 door H.J. Hansen.
Hansen beschreef als eerste soort uit dit geslacht Katianira chelifera, tijdens de Deense expeditie met de "Ingolf" (1895-1896) verzameld ten zuidwesten van IJsland.

## Soorten
Volgens het World Register of Marine Species (WoRMS) behoren volgende soorten tot dit geslacht:
- Katianira acarina (Menzies, 1962)
- Katianira bilobata Gurjanova, 1930
- Katianira chelifera Hansen, 1916
- Katianira platyura Shimomura & Akiyana, 2006
- Katianira setifera (Kussakin, 1982)

Katianira cornigera is volgens WoRMS een synoniem van K. bilobata.